# Стоун, Джулия Сара
Джулия Сара Стоун (англ. Julia Sarah Stone; род. 24 ноября 1997, Ванкувер, Британская Колумбия) — канадская актриса кино и телевидения.

## Карьера
Джулия проявила интерес к актёрству в возрасте шести лет и с тех пор участвовала во многих школьных постановках.
Её дебютной ролью в профессии стало участие в короткометражном фильме ужасов «Кисть красного цвета», снятом в 2009 году режиссёром Маттео Сарадини.
Прорыв в профессии случился в 2011 году, когда Стоун сыграла одну из ведущих ролей в трагикомедии «Год, когда Долли Партон была моей мамой». За своё выступление она была отмечена наградой «Молодой актёр» в категории «лучшая женская роль», а также рядом других призов. После этого актриса была задействован в пилотном эпизоде сериала CW «Доктор Эмили Оуэнс», третьем сезоне сериала AMC «Убийство» и в нескольких независимых фильмах канадского производства.
За роль в семейной драме Линдсэй Маккэй «Мокрая задница» Стоун была названа восходящей звездой на Международном кинофестивале в Торонто в 2014 году, получила статуэтку Leo Awards в и была номинирована на премию Ванкуверского общества кинокритиков . В 2019 году она получила вторую премию Leo за работу в драматическом фильме «Медовая пчёлка».
Роль Стоун в «Странных» Брюса МакДональда была высоко оценена критиками, а автор RogerEbert.com Мэтт Фагерхолм назвал её «одной из самых многообещающих актрис своего поколения».
Следующими яркими ролями Джулии стали Ева в криминальном фильме на лесбийскую тематику «Очарование», где её партнёршей стала Эван Рэйчел Вуд, и Сара в «Кошмарах» Энтони Скотта Бёрнса.

## Личная жизнь
Стоун изучала психологию в Университете Британской Колумбии. Её кумир в профессии — Мерил Стрип.